# Veleposlanstvo Austrije u Washingtonu D.C.
Veleposlanstvo Austrije u Washingtonu D.C. predstavlja diplomatsko predstavništvo Republike Austrije u SAD-u. Nalazi se na sjeverozapadu Washingtona u diplomatskoj četvrti, u susjedstvu s veleposlanstvima mnogih država. Primjerice, u blizini austrijskog veleposlanstva nalaze se diplomatska predstavništva Slovačke, UAE-a i Egipta.
Trenutačni austrijski veleposlanik u SAD-u je Petra Schneebauer, koja je preuzela funkciju u ožujku 2023.

## Podjele
Zgrada veleposlanstva podijeljena je na gospodarski i politički odjel, konzularni ured te financijski i poljoprivredni ataše. Također, unutar veleposlanstva nalaze se i:
- austrijski ured za tisak i informiranje u SAD-u,
- austrijski kulturni forum,
- ured za znanost i tehnologije i
- komercijalni odjel.

### Austrijski ured za tisak i informiranje u SAD-u
Ovaj ured djeluje unutar zgrade veleposlanstva za potrebe tiska i javne diplomacije. Osnovan je 1948. godine kao dio austrijskog veleposlanstva u New Yorku ali su njegovi poslovi preseljeni u washingtonsko veleposlanstvo 1992. Ured svakog kvartala izdaje vlastite publikacije Austrian Information (u tiskanom obliku) i Jewish News from Austria (u elektroničkom obliku). Također, jednom mjesečno se objavljuje elektronički bilten Austrian Dispatch. Osim toga, ured je odgovoran za web stranice veleposlanstva te račune na društvenim mrežama.

### Austrijski kulturni forum
Osnovan je 2001. godine kao autonomni odjel unutar veleposlanstva. Zadužen je za organizaciju i održavanje kulturnih događaja kao što su koncerti, izložbe, kazališne predstave, čitanja, predavanja, interviewi, filmske projekcije, okrugli stolovi i seminari s posebnim naglaskom na suvremena i inovativna umjetnička i znanstvena dostignuća u Washingtonu. Austrijski kulturni forum godišnje organizira preko pedeset događaja a većina ih je besplatna. Prethodni događaji uključivali su prijem predstavnika SOS Dječjih sela, Altenberg Trija te Trija Mendelsohn Piano.

### Ured za znanost i tehnologije
Namijenjen je djelovanju na područjima visokog obrazovanja, znanosti, istraživanja te inovacijske politike između Austrije i Sjeverne Amerike. Također, promiče tranaatlansku suradnju kroz podršku, savjete i suradnju austrijsko-američkih institucija. Razvijena je i vlastita OST znanstvena mreža preko koje se surađuje s austrijskim znanstvenicima u SAD-u.

### Komercijalni ured
Komercijalni ured se ne nalazi u zgradi veleposlanstva nego je smješten na adresi 818 18th Street, NW, Suite 500. Njegovi zadaci uključuju:
- razvoj poslovanja austrijskih tvrtki omogućavanjem pristupa međunarodnim financijskim institucijama,
- poslove vezane uz trgovinsku politiku između Austrije i SAD-a,
- javnu nabavu (posebice u sektorima vojne i domovinske sigurnosti),
- nadzor izvoza i provođenje američke politike sankcija i
- suradnju s interesnim skupinama, udrugama i komorama u Washingtonu.[7]

## Veleposlanstva i konzulati
Osim u Washingtonu, Austrija ima i generalne konzulate u New Yorku i Los Angelesu. Također, postoji velik broj konzularnih predstavništva i počasnih konzulata u SAD-u. Oni se nalaze u gradovima Anchorage, Atlanta, Boston, Buffalo, Columbus, Detroit, Fort Meyers, Honolulu, Houston, Kansas City, Miami, New Orleans, Orlando, Phoenix, Pittsburgh, Portland, Richmond, Rochester, Spartanburg, St. Louis, St. Paul, San Francisco, San Juan, Seattle i Salt Lake City. Također, postoji i konzul na Američkim Djevičanskim otocima.

## Vanjske poveznice
- Službena web stranica veleposlanstva